# 禮斗
禮斗、拜斗，為道教傳統星宿信仰的一種儀式，為道教特有的一種祈福、禳災科儀。

## 歷史
在道教吸收佛教部分經典內容並完善人們對於北斗的信仰後，原先醮祭北斗以消災延壽的習俗被逐漸發展為一種祈福消災的儀式。
後來，道教逐漸發展出完整的星斗信仰，將原先的北斗與南斗信仰擴大為五斗信仰，並認為人的受生與命運皆掌握於斗府；因此，道教按照每個人出生時所屬干支分屬北斗七星，並將之稱作「本命元辰」，且各由「元命真人」轄管。  
隨著道教信仰逐漸普及中國，星斗信仰又在唐代與宋代呼應秘密大乘佛教經典的翻譯引入；同時，秘密大乘佛教也發展出其北斗信仰。 接著，《北斗本命延生妙經》、《太上說南斗六司延壽度人妙經》、《東斗經》、《西斗經》及《中斗經》等（合稱《五斗經》）一一出現流傳，並由此逐漸發展出五斗經誦唸儀式。另外，因吸取大量印度教神祇的佛教存在摩利支天信仰，傳入中國後與原先早已存在道教裡的「斗母（斗姆）化生五斗」信仰逐漸統合，並陸續發展出《太上玄靈斗姆大聖元君本命延生心經》、《先天斗母奏告玄科》等經典，進而形成在三元八節誦唸斗經的習俗。此外，北斗七星與輔弼二星從此被稱作「九皇」，《北斗九皇隱諱經》也由此產生；同時，因為斗母信仰的流行，九月初一到初九被稱為「九皇齋」。

## 斗科經典
- 正一道：《五斗真經》、《星辰寶懺》、《五斗金章受生經》、《北斗本命延壽燈儀》、《北斗七元星燈儀》、《南斗燈儀》、《祝燈延壽科儀》、《文昌科儀》、《祿庫建章受生補運科儀》、《太上正一關煞制解玄科》、《太上正一大梵斗科》等。[7]
- 全真道：《清微禮斗科》、《斗姥法懺》、《禳星斗府醮科》等。[7]
- 禪和派：《太上正一穹窿玉斗玄科》。[7]

## 習俗
現今，大多道觀每年定期舉行禮斗儀式，信眾也會委請道士以禮誦唸《北斗醮科》。

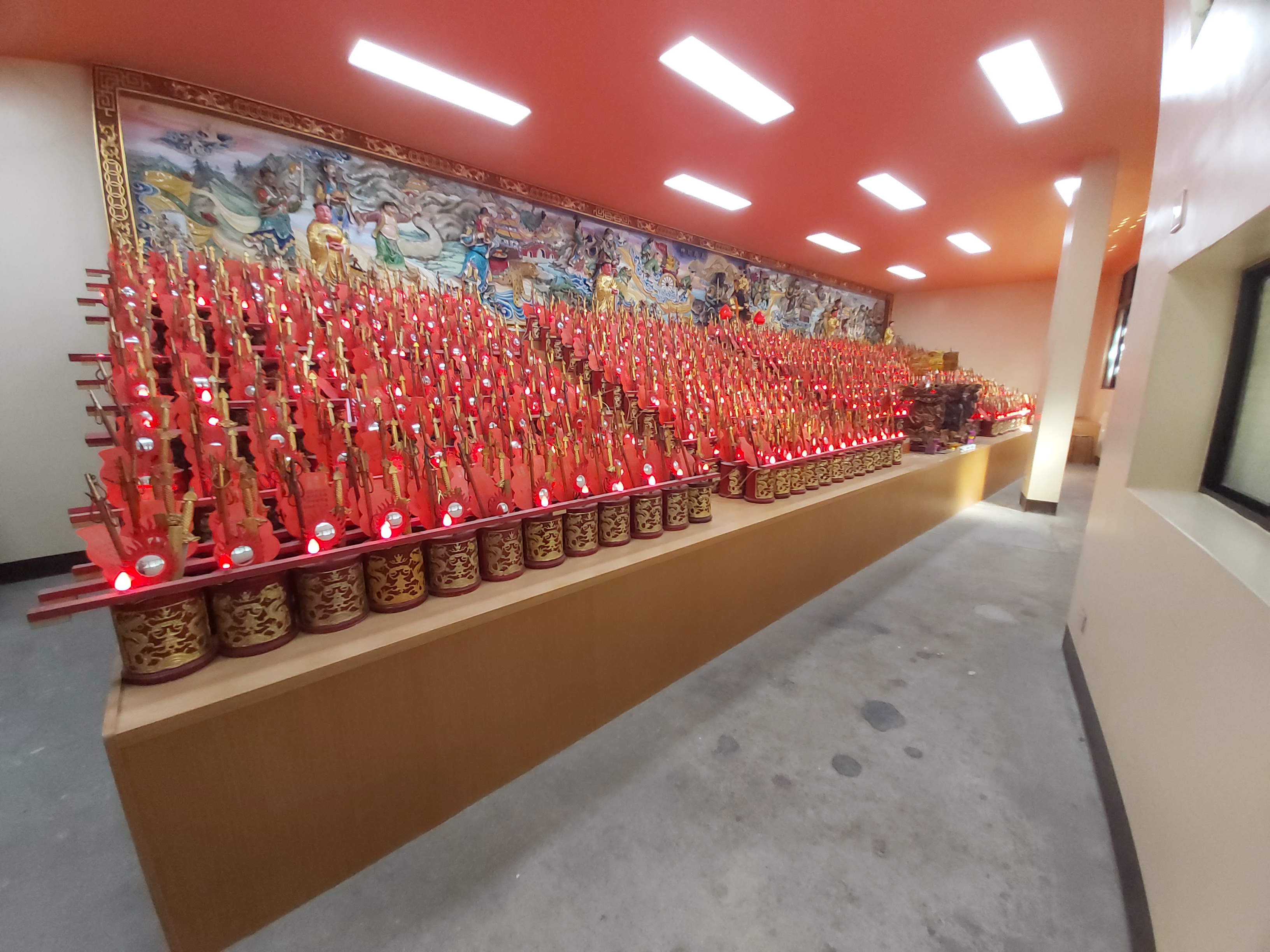
新竹天公壇禮斗道場

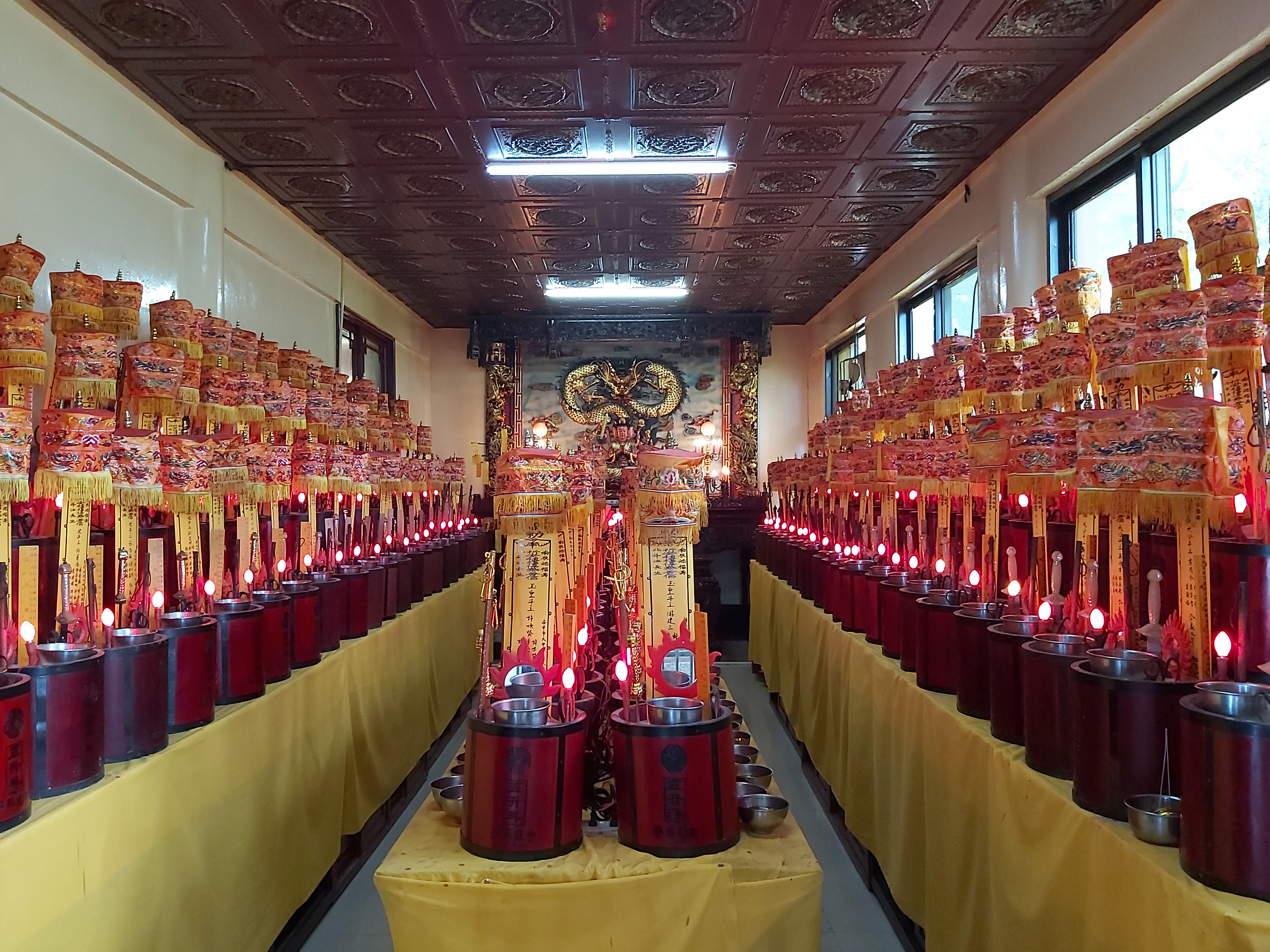
草嶺慶雲宮斗母殿

在臺灣，信眾經常委請道士為其進行斗科；在斗科的壇場上，通常會懸掛三清道祖聖像及南北斗星君像，有時更設有斗母殿供奉斗母元君。
在朝真禮斗期間，壇內人員必須注意斗內燈火不使其熄滅，以象徵合境、合堂及合家的共同命運得以元辰煥彩。

### 禪和派
二次世界大戰後，道教禪和派自福州傳入臺灣，隨後於島上南北都市地區設有數座本堂及分堂，並延續其「拜月斗」（即「穹窿玉斗科」）的習俗與儀式。在其儀式舉行時，舉辦者會於壇前安奉斗燈，再朝禮北極紫微法懺，禮請紫微大帝及南北斗等諸星君為該月出生者消災祈福；該儀式因此另有「斗堂」之稱呼。

### 相關用品
禮斗法事除了需由高功道長備妥疏文，遵照科儀執行外，仍必須備有代表各參與福主的斗。斗的組成主要有盛有白米的斗桶;寫有福主姓名的斗籤; 象徵福主元辰的斗燈; 寓意神明庇佑的斗傘; 還有鏡、尺、劍、剪等。

## 相關諺語
- 「佛教不拜斗，道教無燄口」[6][2][3]

## 外部連結
- 六十甲子本命元辰曆 （页面存档备份，存于）
- 《正統道藏》本《太上說東斗主算護命妙經》 (圖書館) - 中國哲學書電子化計劃
- 太上說東斗主算護命妙經- 中國哲學書電子化計劃 （页面存档备份，存于）
- 太上說西斗記名護身妙經- 中國哲學書電子化計劃
- 太上玄靈斗姆大聖元君本命延生心經- 中國哲學書電子化計劃 （页面存档备份，存于）
- 先天斗母奏告玄科 （页面存档备份，存于）
- 北斗九皇隱諱經
- 拜斗 （页面存档备份，存于）
- 清微禮斗科| 香港全真道堂科儀音樂電子資料庫 （页面存档备份，存于）
- (東、西、中)斗真經| Yahoo!奇摩音樂x StreetVoice （页面存档备份，存于）